# Mistrzostwa Polski w Łyżwiarstwie Figurowym 2001
Mistrzostwa Polski w łyżwiarstwie figurowym 2001 – zawody mające na celu wyłonienie najlepszych łyżwiarzy figurowych w Polsce. Mistrzostwa rozgrywano od 15 do 17 grudnia 2000 w hali Torwar II w Warszawie.

## Wyniki

### Soliści
| Poz. | Zawodnik           | Klub                 | Punkty | SP | FS |
| ---- | ------------------ | -------------------- | ------ | -- | -- |
| 1    | Robert Grzegorczyk | ŁTŁF Łódź            | 1,5    | 1  | 1  |
| 2    | Bartosz Domański   | Olimpijczyk Oświęcim | 3,0    | 2  | 2  |
| 3    | Patryk Szałaśny    | Olimpijczyk Oświęcim | 4,5    | 3  | 3  |

### Solistki
| Poz. | Zawodniczka         | Klub                 | Punkty | SP  | FS  |
| ---- | ------------------- | -------------------- | ------ | --- | --- |
| 1    | Sabina Wojtala      | UKŁF Unia Oświęcim   | 1,5    | 1   | 1   |
| 2    | Iwona Szczepka      | Olimpijczyk Oświęcim | 3,0    | 2   | 2   |
| WD   | Agnieszka Dąbrowska | ŁTŁF Łódź            | DNF    | DNF | DNF |
| WD   | Kamila Więcek       | OMKL Opole           | DNF    | DNF | DNF |

### Pary taneczne
| Poz. | Zawodnicy                           | Klub                 | Punkty | CD1 | CD2 | OD | FD |
| ---- | ----------------------------------- | -------------------- | ------ | --- | --- | -- | -- |
| 1    | Sylwia Nowak / Sebastian Kolasiński | MKŁ Łódź             | 2,0    | 1   | 1   | 1  | 1  |
| 2    | Agata Błażowska / Marcin Kozubek    | Stoczniowiec Gdańsk  | 4,0    | 2   | 2   | 2  | 2  |
| 3    | Aleksandra Kauc / Filip Bernadowski | MKŁ Łódź / ŁTŁF Łódź | 6,0    | 3   | 3   | 3  | 3  |

### Soliści
| Poz. | Zawodnik           | Klub               | Punkty | SP | FS |
| ---- | ------------------ | ------------------ | ------ | -- | -- |
| 1    | Krzysztof Komosa   | Marymont Warszawa  | 1,5    | 1  | 1  |
| 2    | Piotr Zawadowski   | MKŁ Łódź           | 3,0    | 2  | 2  |
| 3    | Maciej Lewandowski | Marymont Warszawa  | 4,5    | 3  | 3  |
| 4    | Łukasz Daros       | Krakowianka Kraków | 6,0    | 4  | 4  |

### Solistki
| Poz. | Zawodniczka          | Klub                 | Punkty | SP  | FS  |
| ---- | -------------------- | -------------------- | ------ | --- | --- |
| 1    | Anna Jurkiewicz      | Olimpijczyk Oświęcim | 1,5    | 1   | 1   |
| 2    | Magdalena Leski      | Olimpijczyk Oświęcim | 3,5    | 3   | 2   |
| 3    | Anna Buniewicz       | Marymont Warszawa    | 4,0    | 2   | 3   |
| 4    | Sabina Paśnik        | MOSiR                | 6,0    | 4   | 4   |
| 5    | Maria Mordarska      | Krakowianka Kraków   | 7,5    | 5   | 5   |
| 6    | Agnieszka Sałacińska | Marymont Warszawa    | 9,0    | 6   | 6   |
| 7    | Julia Zielewicz      | Marymont Warszawa    | 11,0   | 8   | 7   |
| 8    | Oktawia Ścibor       | Marymont Warszawa    | 12,5   | 9   | 8   |
| 9    | Agnieszka Chudoba    | Krakowianka Kraków   | 12,5   | 7   | 9   |
| 10   | Anna Rerak           | Krakowianka Kraków   | 15,0   | 10  | 10  |
| 11   | Katarzyna Sobieszek  | Krakowianka Kraków   | 17,0   | 12  | 11  |
| 12   | Katarzyna Czajowska  | Krakowianka Kraków   | 17,5   | 11  | 12  |
| WD   | Adrianna Ladocha     | OMKŁ Opole           | DNF    | DNF | DNF |

### Pary sportowe
| Poz. | Zawodnicy                                 | Klub                | Punkty | SP | FS  |
| ---- | ----------------------------------------- | ------------------- | ------ | -- | --- |
| 1    | Dominika Piątkowska / Aleksander Lewincow | MKŁ Łódź            | 1,5    | 1  | 1   |
| 2    | Aneta Kowalska / Artur Szeliski           | Stoczniowiec Gdańsk | 3,0    | 2  | 2   |
| 3    | Joanna Sulej / Maciej Lewandowski         | Marymont Warszawa   | 4,5    | 3  | 3   |
| WD   | Diana Chabros / Roger Sawicki             | Marymont Warszawa   | DNF    | 4  | DNF |

### Pary taneczne
| Poz. | Zawodnicy                             | Klub                           | Punkty | CD1 | CD2 | OD | FD |
| ---- | ------------------------------------- | ------------------------------ | ------ | --- | --- | -- | -- |
| 1    | Dominika Polakowska / Marcin Trębacki | MKŁ Łódź / Stoczniowiec Gdańsk | 3,4    | 1   | 2   | 3  | 1  |
| 2    | Agata Rosłońska / Michał Tomaszewski  | ŁTŁF Łódź                      | 3,8    | 2   | 1   | 2  | 2  |
| 3    | Agnieszka Dulej / Sławomir Janicki    | ŁTŁF Łódź                      | 4,8    | 3   | 3   | 1  | 3  |
| 4    | Magdalena Maj / Marcin Świątek        | MKŁ Łódź                       | 8,0    | 4   | 4   | 4  | 4  |
| 5    | Agnieszka Szot / Jędrzej Trębacki     | Stoczniowiec Gdańsk            | 10,0   | 5   | 5   | 5  | 5  |
| 6    | Dorota Ledwon / Robert Chudziński     | Stoczniowiec Gdańsk            | 12,0   | 6   | 6   | 6  | 6  |